# پاتریک آبرکرامبی
 پاتریک آبرکرامبی (انگلیسی: Patrick Abercrombie؛ ۶ ژوئن ۱۸۷۹ – ۲۳ مارس ۱۹۵۷) یک معمار اهل انگلستان بود. 